# К'єуті
К'єуті (італ. Chieuti) — муніципалітет в Італії, у регіоні Апулія,  провінція Фоджа.
К'єуті розташовані на відстані близько 230 км на схід від Рима, 165 км на північний захід від Барі, 55 км на північний захід від Фоджі.
Населення — 1705 осіб (2014).
Щорічний фестиваль відбувається 23 квітня. Покровитель — святий Юрій.

## Демографія
Населення за роками:

Станом на 1 січня 2023 року в муніципалітеті офіційно проживав 71 іноземець з 17 країн, серед них 47 громадян країн Євросоюзу та 4 громадяни України.

## Сусідні муніципалітети
- Кампомарино
- Сан-Мартіно-ін-Пенсіліс
- Серракапріола